# Amphideutopus dolichocephalus
Amphideutopus dolichocephalus är en kräftdjursart. Amphideutopus dolichocephalus ingår i släktet Amphideutopus och familjen Aoridae. Inga underarter finns listade i Catalogue of Life.